# Mark Begich

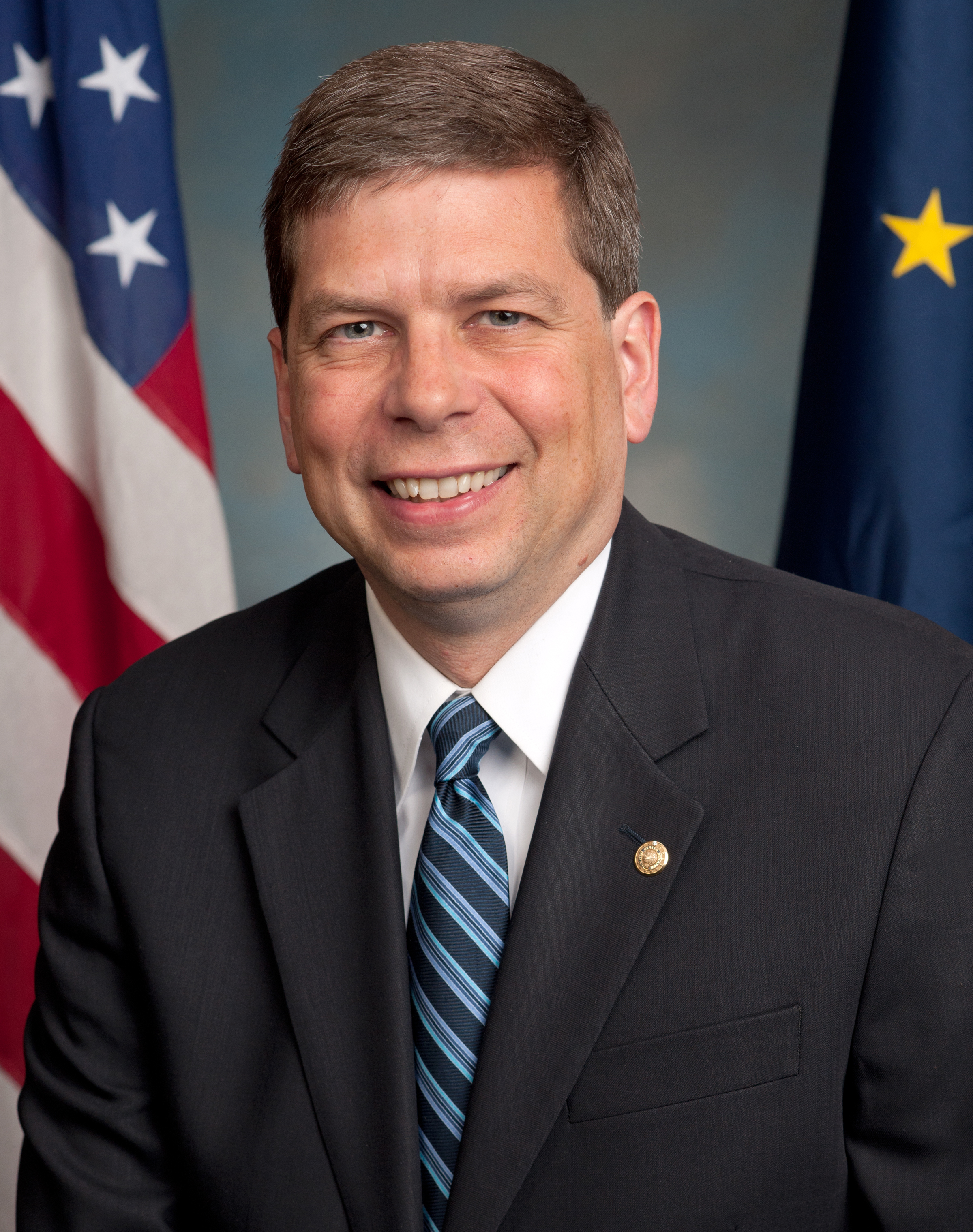
Mark Begich (2012)

Mark Peter Begich (* 30. März 1962 in Anchorage, Alaska) ist ein amerikanischer Politiker der Demokratischen Partei. Begich war von 2009 bis 2015 US-Senator für den Bundesstaat Alaska. Zuvor hatte er dem Repräsentantenhaus seines Bundesstaats angehört und war Bürgermeister der Metropole Anchorage gewesen. Er bewarb sich 2018 für das Gouverneursamt Alaskas.

## Familie, Ausbildung und Beruf
Mark Begichs Vorfahren väterlicherseits stammten aus Kroatien, diejenigen der Mutter aus Böhmen. Er wuchs als viertes von sechs Kindern in Anchorage auf. Seine Eltern Pegge und Nick Begich waren als Lehrer 1957 aus Minnesota nach Alaska ausgewandert. Sein Vater gehörte ab 1971 als Abgeordneter dem Repräsentantenhaus der Vereinigten Staaten an, bis er bei einem Flugzeugabsturz im Oktober 1972 ums Leben kam. Mark Begich war zu diesem Zeitpunkt zehn Jahre alt. Seine Mutter trat in den 1980er Jahren zweimal ohne Erfolg gegen den republikanischen Nachfolger des Vaters, Don Young, an. Nach dem Besuch der Steller Secondary School in Anchorage absolvierte Mark Begich ohne Abschluss Kurse an der University of Alaska Anchorage. Er erhielt mit 14 Jahren seine erste Geschäftslizenz, hat Schmuck hergestellt und verkauft und mit 16 Jahren einen Club für Teenager eröffnet. Mit 19 Jahren begann er für die Gesundheitsverwaltung von Anchorage zu arbeiten und wurde Fahrer des Bürgermeisters Tony Knowles. Er half seiner Mutter, familieneigene Mietshäuser zu verwalten, und arbeitete später als Selbstständiger in der Immobilienbranche und beim Vertrieb von Verkaufsautomaten. Zudem war er Mitglied des Beirats der University of Alaska (2001/02), der Alaska Student Loan Corporation (1995–2002) und der Alaska Commission of Post-Secondary Education (1995–2002); den Letzteren stand er jeweils von 1996 bis 2002 vor.
Begich ist seit 1990 mit der Kleinunternehmerin Deborah Bonito verheiratet, die ebenso Mitglied der Demokratischen Partei ist und deren regionale Parteiorganisation in Alaska zeitweilig anführte. Beide wurden im Juli 2002 Eltern eines Sohnes. Sie leben in Washington, D.C. Nicks Bruder Tom Begich gehört für die Demokraten dem Senat von Alaska an, sein Onkel Joe Begich war Mitglied im Repräsentantenhaus von Minnesota.

## Politische Laufbahn

### Anfänge auf Bundesstaatsebene
Schon früh engagierte sich Begich politisch und trat mit Anfang zwanzig der Demokratischen Partei bei. 1988 wurde er im Alter von 26 Jahren ins Repräsentantenhaus von Alaska gewählt, dem er bis 1998 angehörte. Drei dieser Jahre war er dessen Sprecher, zwei weitere dessen Stellvertreter.
Begich unterlag 1994 und 2000 bei der Wahl zum Bürgermeister von Anchorage, 1994 dem Republikaner Rick Mystrom und 2000 dessen Parteikollegen George Wuerch. 2003 kandidierte Begich erneut für das Bürgermeisteramt von Anchorage und gewann mit 45 Prozent der Stimmen vor seinen Gegenkandidaten Mystrom (37 %) und Wuerch (15 %). Er war der erste Bürgermeister der Stadt, der dort geboren und aufgewachsen war. In seiner Amtszeit reduzierte er die Verschuldung und erhöhte die Zahl der Polizisten deutlich, was zu gesunkenen Raten an Gewaltverbrechen führte. Er initiierte den Ausbau des Hafens und der Innenstadt mit beheizten Bürgersteigen und dem Bau eines Versammlungszentrums.

### Senator für Alaska
Bei der Wahl 2008 kandidierte Begich für einen Sitz im Senat der Vereinigten Staaten in Washington, D.C. Während er in der parteiinternen Vorwahl der Demokraten 90,6 % der Stimmen erhielt, trat er im Hauptwahlkampf gegen den langjährigen republikanischen Mandatsinhaber Ted Stevens an, der als früherer Vorsitzender des Bewilligungsausschusses eine machtvolle Position innehatte, zumal Alaska strukturell republikanisch dominiert ist. Begich kam zugute, dass Stevens während des Wahlkampfs wegen Korruption verurteilt worden war; er führte trotzdem einen nüchternen, themenbezogenen Wahlkampf und enthielt sich der Kritik an seinem Gegner. Die Wahl ging so knapp aus, dass ihr Ergebnis erst nach zwei Wochen, Mitte November 2008, feststand. Begich kam auf 47,6, Stevens auf 46,6 Prozent der Stimmen, ein Vorsprung von 3724 Stimmen. Begich war damit der zweite Demokrat in Alaska, der ein Mandat in Washington gewann – nach seinem Vater –, und der erste demokratische Senator für Alaska seit Mike Gravel 1981. Er gewann insbesondere im ländlichen Raum, für den er sich bereits in seiner Zeit als Bürgermeister starkgemacht hatte.
Im Senat war Begich der einzige Mandatsinhaber ohne College-Abschluss. Er war Mitglied in fünf Ausschüssen, darunter insbesondere dem wichtigen Bewilligungsausschuss, der für die Verteilung von Subventionen des Bundes auch für das schwach entwickelte Alaska zuständig ist, und den Ausschüssen für Handel, Forschung und Verkehr, Heimatschutz, Indianer- und Veteranenangelegenheiten. Dabei erreichte es Begich unter anderem, die Gesundheitsversorgung für Ureinwohner zu verstetigen (Indian Health Care Act) und die Versorgung von Veteranen bei psychischen Krankheiten zu verbessern. 2011 wurde Begich Vorsitzender des Democratic Steering and Outreach Committee und wurde damit Teil der Führung seiner Partei im Senat.
Bei der Senatswahl 2014 unterlag Begich dem republikanischen Herausforderer Dan Sullivan mit 46 zu 48 Prozent der Stimmen und schied am 3. Januar 2015 aus dem Kongress aus. Im Wahlkampf hatte dem beliebten Begich die große Unzufriedenheit mit US-Präsident Obama in Alaska zu schaffen gemacht. Er hatte vergeblich versucht, sich als Team mit der republikanischen Senatorenkollegin Lisa Murkowski darzustellen, um seine Überparteilichkeit zu betonen; es kam stattdessen zu einer scharfen Ablehnung und öffentlichem Streit mit Murkowski.

### Nach dem Senat und Gouverneurskandidatur
Kurz nach seiner Niederlage gründete er in Alaska eine Politikberatungsfirma, die Unternehmen in der Gesundheitsbranche und eine regionale Fluglinie berät. Zudem engagierte er sich weiter für die Indianer seines Bundesstaates und blieb in der Bundespolitik sichtbar, unter anderem als Vorsitzender der Foundation for Hospice and Homecare und als Berater der Lobbyisten-Firma Brownstein Hyatt. Er war 2015 als Bürgermeisterkandidat in Anchorage und als möglicher Herausforderer der Republikanerin Murkowski bei der Senatswahl 2016 im Gespräch.
Bei der Wahl 2018 trat Begich für das Amt des Gouverneurs Alaskas an und war der einzige Kandidat in der Vorwahl seiner Partei. Der amtierende Gouverneur, der Unabhängige Bill Walker, hatte nach Begichs Ankündigung seine Bereitschaft zurückgezogen, in der Vorwahl der Demokraten zu kandidieren, und trat stattdessen mit seinem demokratischen Vizegouverneur Byron Mallott direkt für die Hauptwahl an. Deshalb kam zu einem harten Konkurrenzkampf zwischen Begich, Walker und dem Kandidaten der Republikaner Mike J. Dunleavy, wodurch die Chancen des Republikaners stiegen. Am 19. Oktober 2018 erklärte Gouverneur Walker überraschend, seine Kandidatur aufzugeben und Begichs Bewerbung zu unterstützen. Walker gab als Grund an, er könne die Wahl nicht gegen Begich und den Republikaner Dunleavy gewinnen. Begich unterlag in der Hauptwahl Dunleavy. Er erhielt 44 % der abgegebenen Stimmen, Dunleavy 53.

## Positionen
Begich vertritt in vielen gesellschaftspolitischen Fragen eine linksliberale Linie (amerikanisch „liberal“); so unterstützt er beim Schwangerschaftsabbruch das Selbstbestimmungsrecht der Mütter (Pro-Choice) auch in einem späten Stadium der Schwangerschaft, trat ab 2013 für die Ehe Homosexueller ein und hat sich für eine Legalisierung des Cannabis-Konsums ausgesprochen. Die Todesstrafe lehnt Begich grundsätzlich ab; er setzt sich gegen die Bürgerrechtseinschränkungen und Überwachungsmaßnahmen im Gefolge des USA PATRIOT Act ein. Begich setzt sich für eine umfassende Einwanderungsreform ein, die neben stärkerer Grenzsicherung für illegal Eingewanderte die Möglichkeit vorsieht, die Staatsbürgerschaft der Vereinigten Staaten zu erlangen. Er unterstützt eine Gesundheitsreform, die mehr Menschen krankenversichert, stimmte – trotz späterer Distanzierung – für Obamacare und setzt sich für die Förderung erneuerbarer Energien zur Bekämpfung des Klimawandels ein. Zugleich weicht er in einer Reihe von Fragen von der Parteilinie ab; so hat er sich gegen Einschränkungen des Waffenbesitzes ausgesprochen und für Ölbohrungen im Arctic National Wildlife Refuge.